# Dominic Seiterle
Dominic Sieterle (ur. 4 września 1975 r. w Montrealu) – kanadyjski wioślarz, złoty medalista w wioślarskiej ósemce podczas Letnich Igrzysk Olimpijskich w Pekinie.

## Osiągnięcia
- Igrzyska Olimpijskie – Sydney 2000 – dwójka podwójna – 13. miejsce[1].
- Mistrzostwa Świata – Monachium 2007 – ósemka – 1. miejsce[1].
- Igrzyska Olimpijskie – Pekin 2008 – ósemka – 1. miejsce[1].